# Petrophassa
A Petrophassa a madarak osztályának galambalakúak (Columbiformes) rendjébe, a galambfélék (Columbidae) családjába és a galambformák (Columbinae) alcsaládba tartozó nem.

## Rendszerezésük
A nemet John Gould angol ornitológus írta le 1841-ben, az alábbi fajok tartoznak ide:
- vöröstükrös galamb (Petrophassa rufipennis)
- fehértükrös galamb (Petrophassa albipennis)

## Előfordulásuk
Ausztrália északi részén honosak. Természetes élőhelyeik a szubtrópusi és trópusi száraz gyepek és sivatagok. Állandó, nem vonuló fajok.

## Megjelenésük
Testhosszuk 30-31 centiméter körüli. A két faj nagyon hasonló egymáshoz, fehér és vörös szárnytükre különbözteti meg egymástól.